# Свори
Свори (пол. Swory) — село в Польщі, у гміні Біла Підляська Більського повіту Люблінського воєводства. Населення — 526 осіб (2011).

## Історія
1594 року вперше згадується церква східного обряду в селі.
За даними етнографічної експедиції 1869—1870 років під керівництвом Павла Чубинського, у селі переважно проживали греко-католики, які розмовляли українською мовою.
У міжвоєнні 1918—1939 роки польська влада в рамках великої акції закриття та руйнування українських храмів на Холмщині і Підляшші перетворила місцеву православну церкву на римо-католицький костел.
У 1975—1998 роках село належало до Білопідляського воєводства.

## Населення
Демографічна структура станом на 31 березня 2011 року:
|          | Загалом | Допрацездатний вік | Працездатний вік | Постпрацездатний вік |
| -------- | ------- | ------------------ | ---------------- | -------------------- |
| Чоловіки | 251     | 53                 | 158              | 40                   |
| Жінки    | 275     | 63                 | 134              | 78                   |
| Разом    | 526     | 116                | 292              | 118                  |